# Tatort: Trotzdem
Trotzdem ist ein Fernsehfilm aus der Krimireihe Tatort. Der vom Bayerischen Rundfunk produzierte Beitrag ist die 1275. Tatort-Episode und wurde am 6. Oktober 2024 im SRF, im ORF und im Ersten ausgestrahlt. Das fränkische Ermittlerduo Voss und Ringelhahn ermittelt in seinem zehnten Fall; für Dagmar Manzel in der Rolle der Paula Ringelhahn ist es die letzte Episode.

## Handlung
Lenni Kranz nimmt sich im Gefängnis nach über drei Jahren Haft das Leben. Der beliebte Häftling war für die Tötung seiner Freundin Bettina Wölfel verurteilt worden, aber seine Schwestern Maria und Lisa glauben ebenso wie seine Mithäftlinge fest an seine Unschuld. Polizeipräsident Dr. Kaiser hat immer noch Zweifel an der Beweislage und beauftragt Paula Ringelhahn und Felix Voss, die Umstände der Tötung noch einmal zu untersuchen. Dabei finden sie Hinweise, dass das Alibi des Verdächtigen Stephan Dellmann, einem Freund von Bettina Wölfel, gekauft sein könnte, und ein Justizvollzugsbeamter, der mit Lenni Kranz vertraut war, gibt diesen Namen auch als Tipp an die Schwestern.
Am Abend versuchen Maria und Lisa Kranz vergeblich, Stephan Dellmann zu dem Geständnis zu bewegen, dass er Wölfel umgebracht habe. Lisa stößt ihn vom Balkon auf die Straße, er ist sofort tot. Stephans Bruder Ben findet die Leiche und sieht, wie Maria und Lisa Kranz wegfahren. Der Zuschauer erfährt, dass Stephan tatsächlich der Mörder war und seine Familie Bescheid weiß. Er hatte sich stellen wollen, wurde von seinem Vater Karl aber davon abgehalten. Dieser hatte in seiner Jugend selbst einen Mord begangen, zeigte sich nach Verbüßen der Strafe aber geläutert und wurde zu einem erfolgreichen Geschäftsmann mit philanthropischem Verhalten. Er beauftragt nun den Gewaltverbrecher Hans Drescher, den er aus seiner Zeit im Gefängnis kennt, Lisa und Maria zu entführen, nimmt dies aber auf Drängen seiner Frau Katja in letzter Minute zurück.
Allerdings versuchen auch die Brüder Ben und Tim Dellmann, die beiden Schwestern zu entführen. Als ihr Vater davon erfährt, schickt er Drescher, um Schlimmeres zu verhindern. Die Schwestern werden inzwischen von Lisas Freund Maik, der einen Sicherheitsdienst leitet, und dessen Mitarbeiter Charly beschützt. Es kommt zu einer Schießerei, bei der Ben, Tim, Maik und Charly getötet werden. Drescher bringt die Schwestern zu einem Treffpunkt mit Karl und Katja Dellmann. Als die Polizei dort eintrifft, lässt sich Drescher widerstandslos festnehmen, Karl Dellmann möchte hingegen Lisa und Maria aus Rache erschießen. Ringelhahn kann ihn jedoch zur Aufgabe bewegen.
Im Verlauf der Folge erfährt man auch, dass Ringelhahn pensioniert wird. Voss ist davon völlig überrascht und entsetzt. Am Ende übergibt Ringelhahn die Leitung an Voss und singt das Lied The Sound of Silence.

## Hintergrund
Die Dreharbeiten mussten wegen des Todes der Produzentin Stephanie Heckner auf Spätsommer 2023 verschoben werden. Der Film wurde vom 29. August 2023 bis zum 28. September 2023 in Nürnberg und Umgebung gedreht.